# Mesopsychopsis hospes
Mesopsychopsis hospes là một loài côn trùng trong họ Brongniartiellidae thuộc bộ Neuroptera. Loài này được Germar miêu tả năm 1839.